# Anastasija Petryk
Anastasija Ihoriwna „Nastia” Petryk (ukraiński: Анастасі́я Іго́рівна „Настя” Пе́трик; ur. 4 maja 2002 w Odessie) – ukraińska piosenkarka. Zwyciężczyni 10. Konkursu Piosenki Eurowizji Junior (2012).

## Życiorys
W 2009 uczestniczyła w przesłuchaniach do drugiej edycji programu Ukrajina maje tałant, na których wspierała swoją starszą siostrę Wiktorię. Mimo że wspierała siostrę za kulisami, jurorzy zaprosili ją do zaśpiewania piosenki na scenie.
W 2010 zdobyła główną nagrodę w młodszej grupie wiekowej (od 8 do 12 lat) na Międzynarodowym Konkursie Muzyki Popularnej „New Wave Junior 2010” w Artek. W 2012, reprezentując Ukrainę z utworem „Niebo”, zwyciężyła w finale 10. Konkursu Piosenki Eurowizji Junior po zdobyciu 138 punktów.
Po inwazji Rosji na Ukrainę wiosną 2022 przeprowadziła się do Stanów Zjednoczonych. Mieszka w Filadelfii.

## Dyskografia

### Single
| Rok  | Tytuł                                  | Album |
| ---- | -------------------------------------- | ----- |
| 2010 | „Oh! Darling”                          | –     |
| 2010 | „I Love Rock ’n’ Roll”                 | –     |
| 2011 | „When You Believe” (z Wiktorią Petryk) | –     |
| 2012 | „Niebo” [Небо]                         | –     |
| 2013 | „Peremoha” [Перемога]                  | –     |
| 2013 | „Number One (Winner)”                  | –     |